# Rip Girls
Rip Girls (título en español: Volver a Hawaii) es una Película Original de Disney Channel transmitida por primera vez en Australia el 22 de abril de 2000, por Disney Channel. Fue dirigida por Joyce Chopra y protagonizada por Camilla Belle, Dwier Brown y Stacie Hess.

## Producción
La película fue rodada en Queensland, Australia.

## Reparto
- Camilla Belle - Sydney Miller
- Dwier Brown -  Ben Miller
- Stacie Hess - Gia
- Brian Stark - Kona
- Jeanne Mori - Malia
- Lauren Sinclair - Elizabeth Miller
- Keone Young - Bo
- Kanoa Chung - Kai
- Meleana White - Mele
- Joy Magelssen - Lanea
- Varoa Tiki - Abuela hawaiiana
- Rory Togo - Willie
- Albert Belz - James
- Jane Hall - Arlene

## Premios
En 2001, Camilla Belle y Stacie Hesse estuvieron nominadas al Premio Young Artist por Mejor desempeño en una película para TV (Drama), Actriz joven principal y Actriz joven secundaria, respectivamente.